# 约翰·阿米特
约翰·阿米特（英語：John Armitt，1925年8月23日—2008年6月4日），新西兰男子摔跤运动员。他曾代表新西兰参加1950年和1954年大英帝国和英联邦运动会摔跤比赛，获得一枚金牌和一枚铜牌。